# Iron Man 2 (banda sonora)
Iron Man 2 es un álbum de banda sonora de la banda de rock pesado australiana AC/DC, lanzada el 19 de abril de 2010 como la banda sonora de la película del mismo nombre. El álbum se anunció el 26 de enero y se lo considera análogo a como Who Made Who fue para película de Stephen King Maximum Overdrive, no una colección de los mayores éxitos sino un álbum recopilatorio que contiene tanto éxitos como pistas menos conocidas. Sin embargo, a diferencia de Who Made Who, no contiene nuevas canciones. El codirector de Columbia Records, Steve Barnett, dijo que «la visión de Jon Favreau y su pasión por la música de AC/DC se mezclan a la perfección en esta película increíble; la música en verdad subraya la alta energía y emoción de la cinta.» El álbum cuenta con una mezcla casi en partes iguales de canciones de ambas eras de la banda, tanto la de Bon Scott como la de Brian Johnson. También contiene quince pistas de diez álbumes diferentes, yendo desde 1975 hasta 2008, y Mike Fraser las remezcló para poder incluirlas en la película. Solo dos canciones («Shoot to Thrill» y «Highway to Hell») se usaron completas en la cinta, mientras una («Back in Black») en realidad apareció en la película anterior. «Thunderstruck», «War Machine» y «The Razors Edge» se usaron en avances y comerciales para el filme. El álbum ha vendido más de 3 millones de copias.

## Video musical
El 26 de enero de 2010, se publicó un video musical contando con «Shoot to Thrill» con imágenes exclusivas de la película Iron Man 2. El metraje del concierto en vivo usado en el video se rodó a fines de 2009 en Buenos Aires, y después aparecieron en el álbum en vivo Live at River Plate. Luego del lanzamiento del álbum, salió otro video musical con imágenes del concierto de Buenos Aires y más imágenes de Iron Man, esta vez con audio en vivo de la interpretación de «Highway to Hell».

## Recepción y desempeño en listas
Stephen Thomas Erlewine, de AllMusic, le dio a la banda sonora una reseña mixta, diciendo que «esto es buena música con agallas y guitarra, su única falla siendo que suena totalmente segura... a menos que dejes de considerar que podría ser cierto riesgo lanzar una colección de música de hace 30 años al público adolescente de Iron Man 2.» La BBC le dio al álbum una reseña positiva, afirmando que «Los oyentes más jóvenes podrían encontrarla un poco cliché, pero recuerden: AC/DC son los creadores, sus imitadores responsable de diluir la potencia del conjunto. Para aquellos que quieren rockear, saluden nuevamente a sus duraderos y apasionantes antepasados.»
Iron Man 2 debutó en el primer puesto en la lista de álbumes del Reino Unido luego de su lanzamiento, dándole a AC/DC su tercer álbum en primer lugar en el Reino Unido después de Back in Black y Black Ice. El álbum debutó en la cuarta posición en el Billboard 200, vendiendo 76 000 copias en su primera semana de lanzamiento. Se convirtió en el octavo ser entre los mejores diez de la banda en los Estados Unidos. Alcanzó el primer puesto en los álbumes de rock principales y permaneció allí por cinco semanas consecutivas.

## Lista de canciones
| N.º   | Título                                                      | Música                                    | Duración |  |
| 1.    | «Shoot to Thrill» (Back in Black, 1980)                     | Angus Young, Malcolm Young, Brian Johnson | 5:17     |  |
| 2.    | «Rock 'n' Roll Damnation» (Powerage, 1978)                  | Young, Young, Bon Scott                   | 3:37     |  |
| 3.    | «Guns for Hire» (Flick of the Switch, 1983)                 | Young, Young, Johnson                     | 3:26     |  |
| 4.    | «Cold Hearted Man» (Powerage, 1978)                         | Young, Young, Scott                       | 3:34     |  |
| 5.    | «Back in Black» (Back in Black, 1980)                       | Young, Young, Johnson                     | 4:16     |  |
| 6.    | «Thunderstruck» (The Razors Edge, 1990)                     | Young, Young                              | 4:53     |  |
| 7.    | «If You Want Blood (You've Got It)» (Highway to Hell, 1979) | Young, Young, Scott                       | 4:37     |  |
| 8.    | «Evil Walks» (For Those About to Rock We Salute You, 1981)  | Young, Young, Johnson                     | 4:23     |  |
| 9.    | «T.N.T.» (T.N.T., 1975)                                     | Young, Young, Scott                       | 3:34     |  |
| 10.   | «Hell Ain't a Bad Place to Be» (Let There Be Rock, 1977)    | Young, Young, Scott                       | 4:15     |  |
| 11.   | «Have a Drink on Me» (Back in Black, 1980)                  | Young, Young, Johnson                     | 3:57     |  |
| 12.   | «The Razors Edge» (The Razors Edge, 1990)                   | Young, Young                              | 4:23     |  |
| 13.   | «Let There Be Rock» (Let There Be Rock, 1977)               | Young, Young, Scott                       | 6:07     |  |
| 14.   | «War Machine» (Black Ice, 2008)                             | Young, Young                              | 3:10     |  |
| 15.   | «Highway to Hell» (Highway to Hell, 1979)                   | Young, Young, Scott                       | 3:28     |  |
| 60:15 |                                                             |                                           |          |  |

| N.º | Título                                                                       | Duración |  |
| 1.  | «Shoot to Thrill» (versión de Iron Man 2)                                    |          |  |
| 2.  | «The Making of Shoot to Thrill music video»                                  |          |  |
| 3.  | «Highway to Hell» (en vivo en el estado de River Plate, Buenos Aires, 2009)  |          |  |
| 4.  | «Rock 'n' ROll Damnation» (en vivo en Apollo Theatre, Glasgow, 1978)         |          |  |
| 5.  | «If You Want Blood (You've Got It)» (video musical de Highway to Hell, 1979) |          |  |
| 6.  | «Back in Black» (en vivo en Plaza de Toros de Las Ventas, Madrid, 1996)      |          |  |
| 7.  | «Guns for Hire» (en vivo en Joe Louis Arena, Detroit, MI, 1983)              |          |  |
| 8.  | «Thunderstruck» (en vivo en Donington Park, 1991)                            |          |  |
| 9.  | «Let There Be Rock» (en vivo en Plaza de Toros de Las Ventas, Madrid, 1996)  |          |  |
| 10. | «Hell Ain't a Bad Place to Be» (en vivo en Circus Krone, Múnich, 2003)       |          |  |

## Personal
- Angus Young – guitarra principal
- Malcolm Young – guitarra rítmica, coros
- Brian Johnson – voces principales (pistas 1, 3, 4, 5, 6, 8, 11, 12, 14)
- Bon Scott – voces principales (pistas 2, 4, 7, 9, 10, 13, 15)
- Cliff Williams – bajo, coros (pistas 1–8, 11, 12, 14, 15)
- Mark Evans – coros (pistas 9, 10,13)
- Phil Rudd – batería (pistas 1–5, 7–11, 13–15)
- Chris Slade – batería (pistas 6, 12)

## Música adicional
Música no incluida en la banda sonora de Iron Man 2 pero que apareció en la película:
- «Should I Stay or Should I Go» de The Clash – Suena cuando Tony Stark enciende sus computadoras de taller.
- «The Magnificent Seven» de The Clash – Suena mientras Stark y Hogan hacen sparring.
- «California Love» de 2Pac, Dr. Dre y Roger Troutman – Suena brevemente durante la fiesta de cumpleaños de Stark.
- «Another One Bites the Dust» de Queen – Parte de la música en la escena de lucha entre Stark y Rhodes.
- «It Takes Two» de Rob Base & DJ E-Z Rock – Parte de la música en la escena de lucha entre Stark y Rhodes.
- «Robot Rock» de Daft Punk – Parte de la música en la escena de lucha entre Stark y Rhodes.

## Posicionamiento
| Lista musical (2010)    | Posición máxima |
| ----------------------- | --------------- |
| Alemania                | 1               |
| Australia               | 2               |
| Austria                 | 1               |
| Flandes, Bélgica        | 1               |
| Valonia, Bélgica        | 2               |
| Billboard 200 (EE. UU.) | 4               |
| Canadá                  | 1               |
| Dinamarca               | 3               |
| España                  | 2               |
| Finlandia               | 5               |
| Grecia                  | 1               |
| Holanda                 | 5               |
| Hungría                 | 2               |
| Irlanda                 | 1               |
| Italia                  | 3               |
| México                  | 7               |
| Noruega                 | 1               |
| Nueva Zelanda           | 1               |
| Polonia                 | 5               |
| Portugal                | 6               |
| Reino Unido             | 1               |
| Suecia                  | 1               |
| Suiza                   | 1               |

| Lista musical (2010)         | Posición |
| ---------------------------- | -------- |
| 100 mejores álbumes europeos | 14       |
| Alemania                     | 38       |
| Billboard 200 (EE. UU.)      | 65       |
| Dinamarca                    | 16       |
| España                       | 40       |

| Predecesor: Glee: The Music, The Power of Madonna del reparto de Glee | Álbum número uno en listas musicales de Canadá 15 de mayo de 2010 | Sucesor: Forgiveness Rock Record de Broken Social Scene |